# Liste des gratte-ciel de Bangalore
Depuis la construction du Public Utility Building en 1973, plusieurs dizaines de gratte-ciel (immeuble d'au moins 100 mètres de hauteur) ont été construits à Bangalore (Bengaluru).
La plupart abritent des logements. Bangalore est l'une des agglomérations indienne avec Bombay, Delhi, Calcutta qui comprend le plus de gratte-ciel.

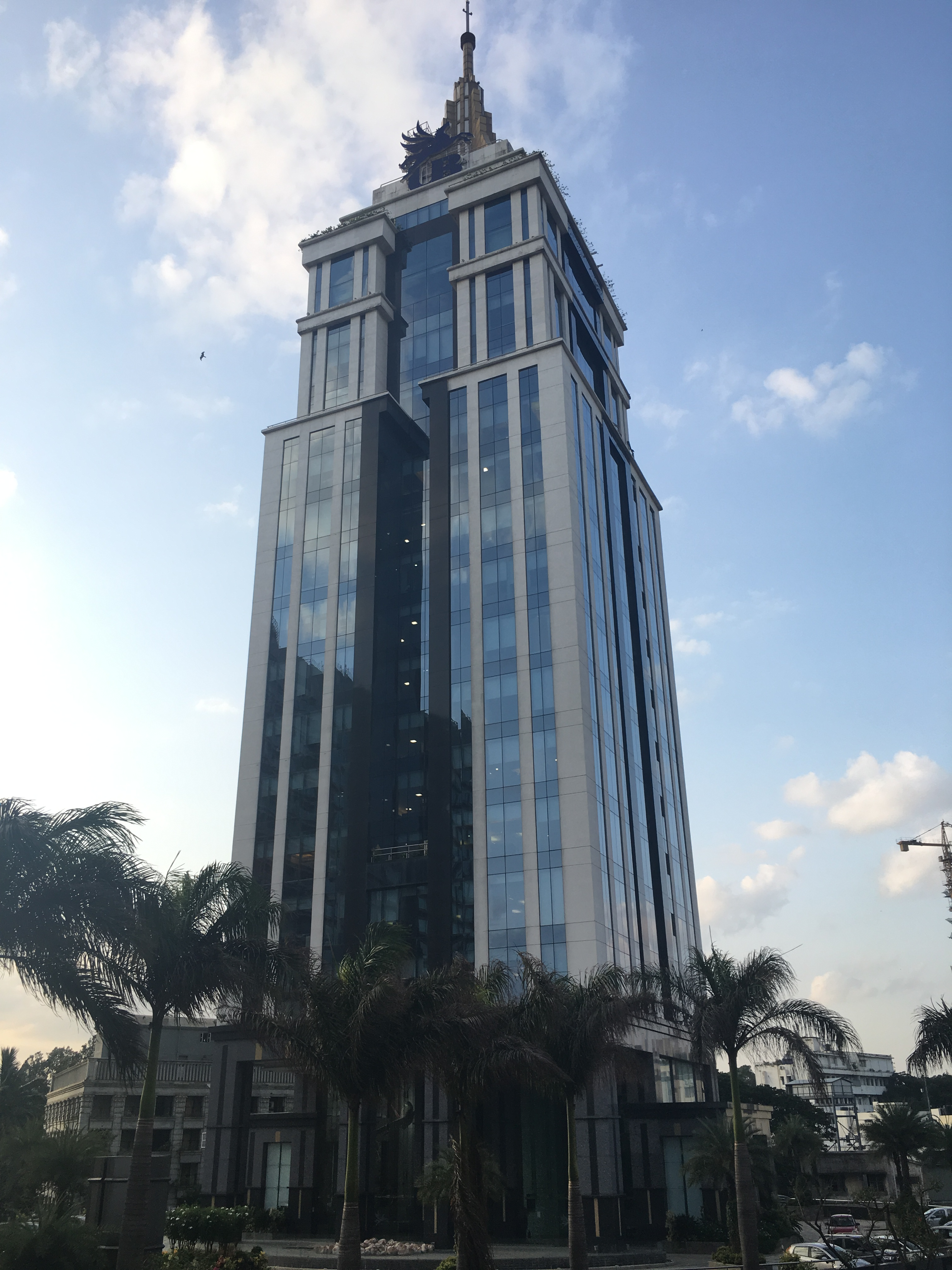
UB Tower

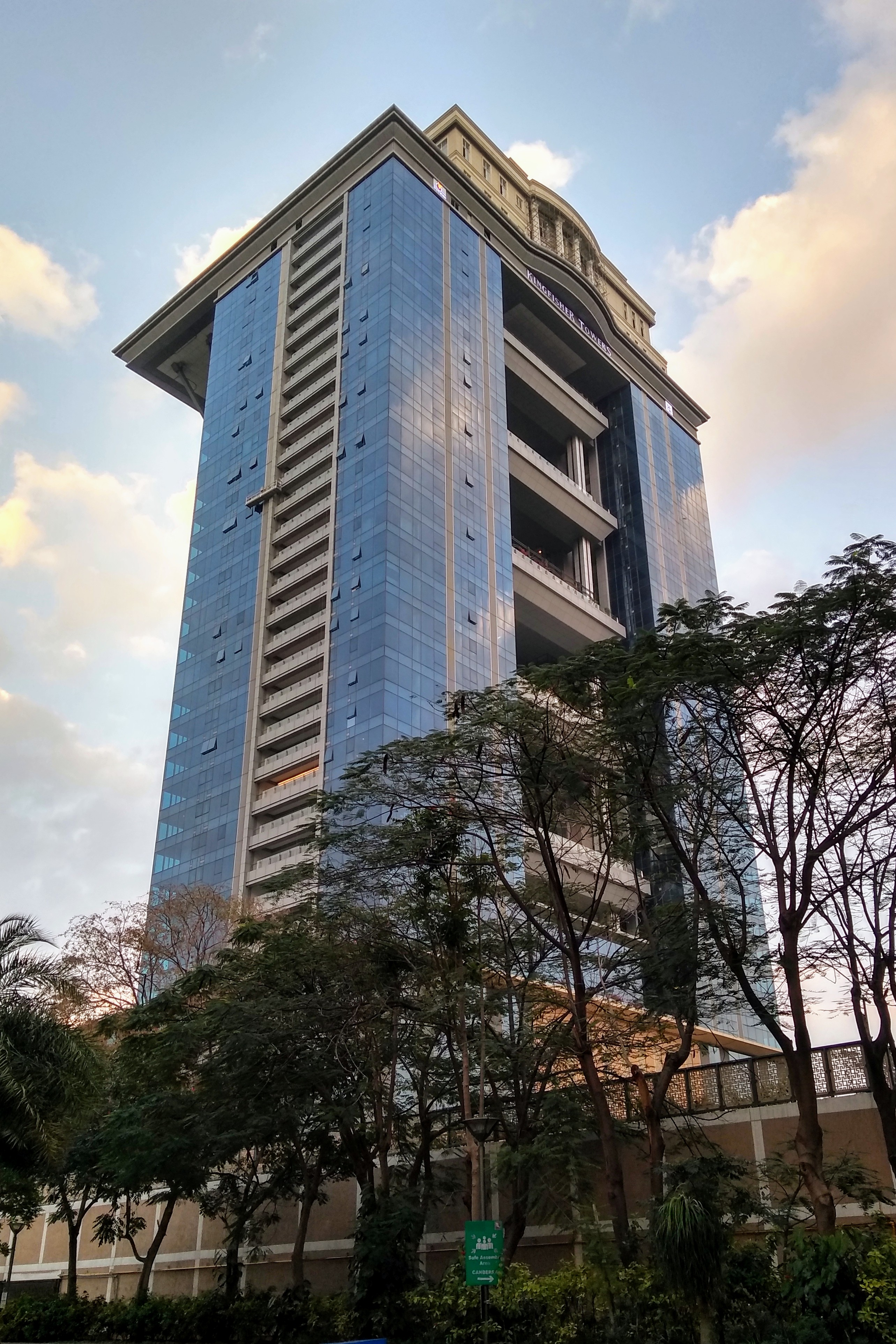
Prestige Kingfisher Tower

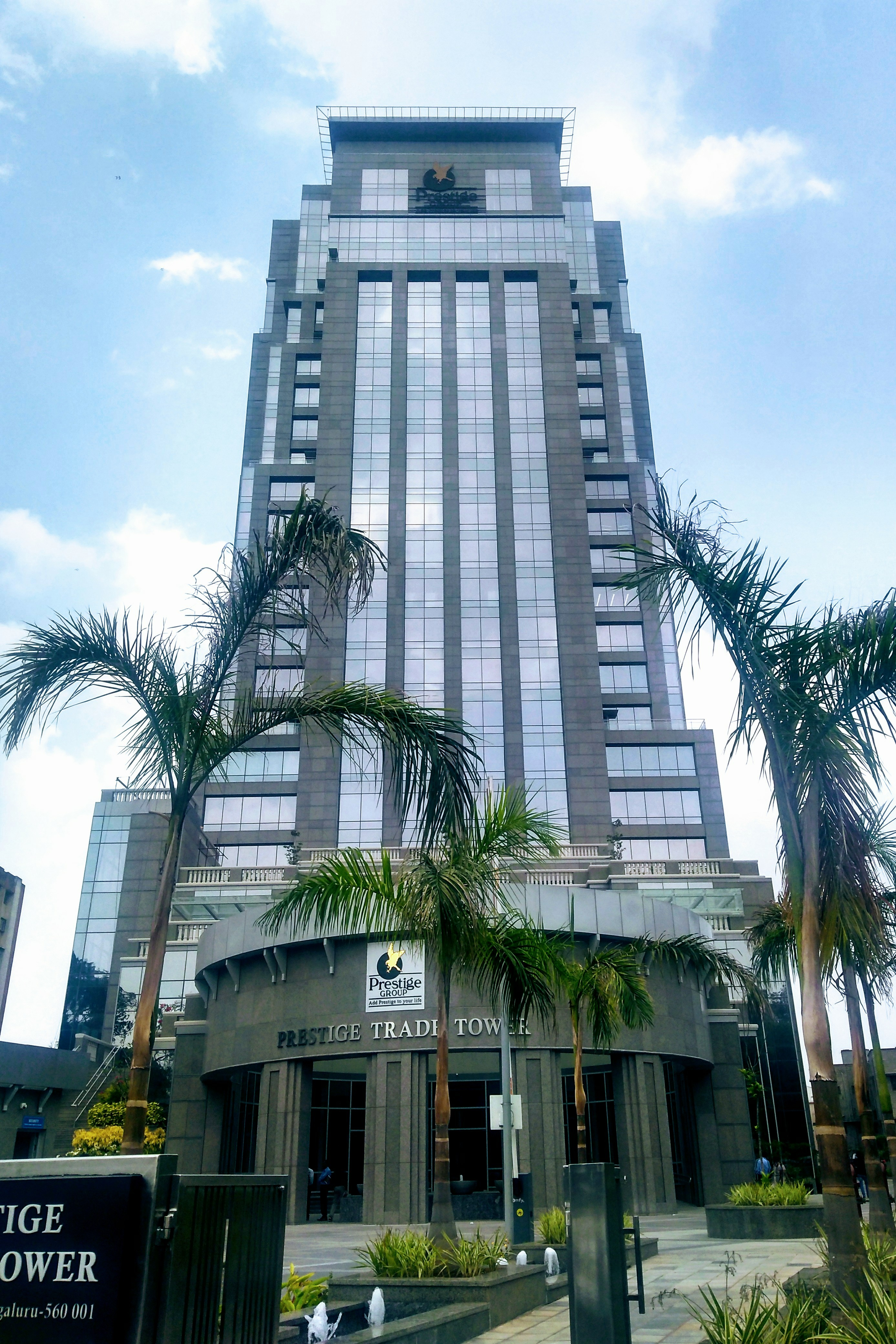
Prestige Trade Tower

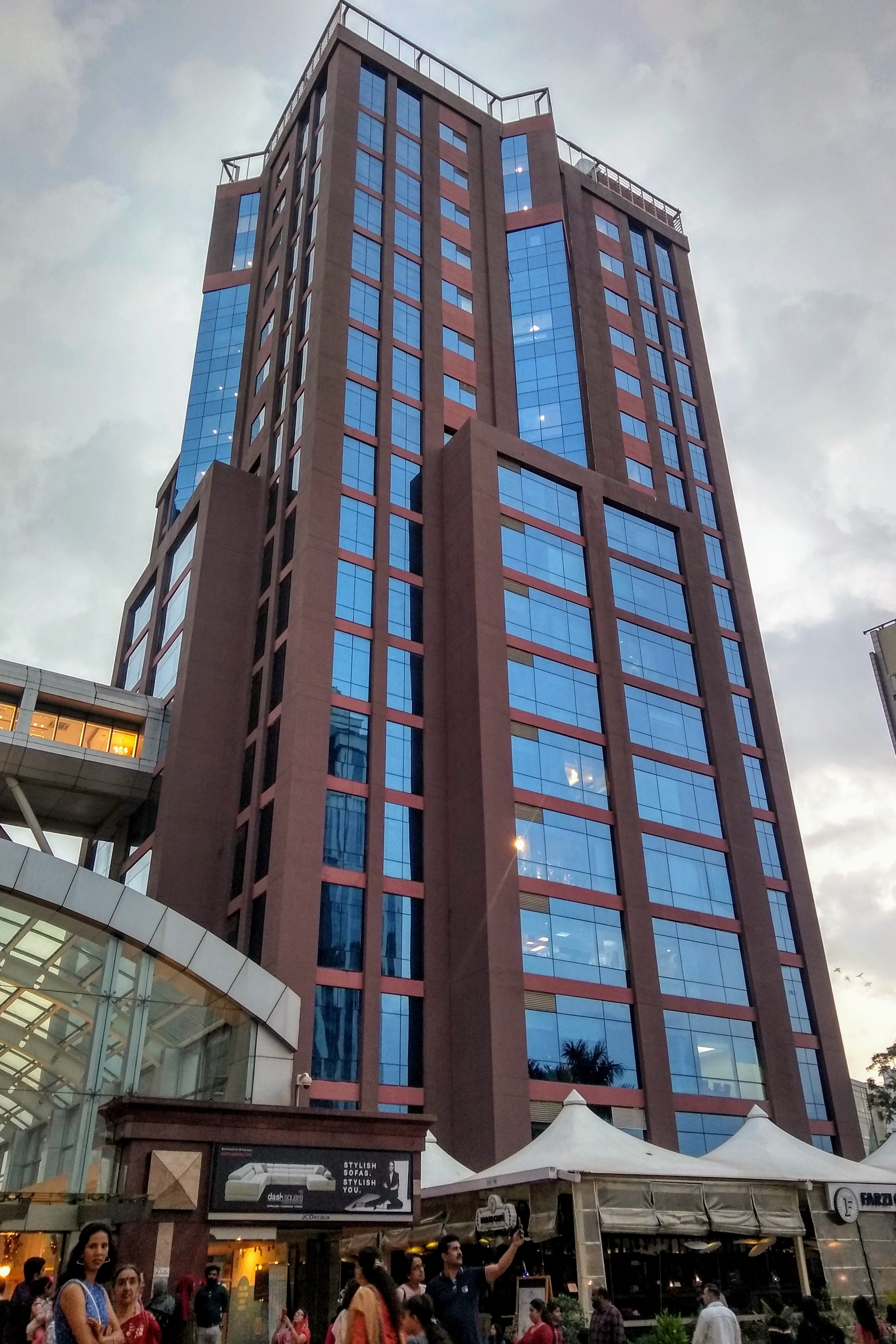
Concorde Tower

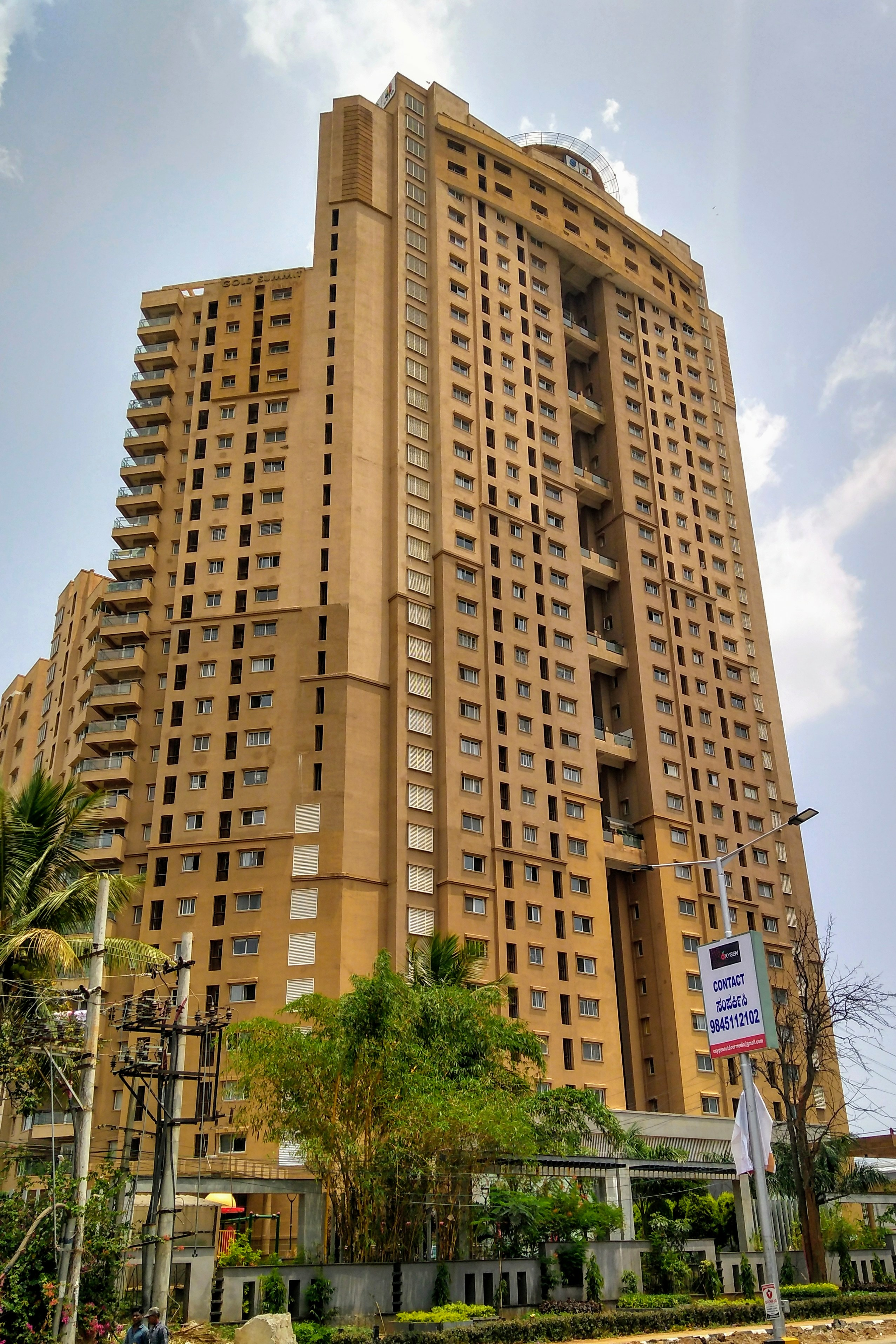
Salarpuria Gold Summit A

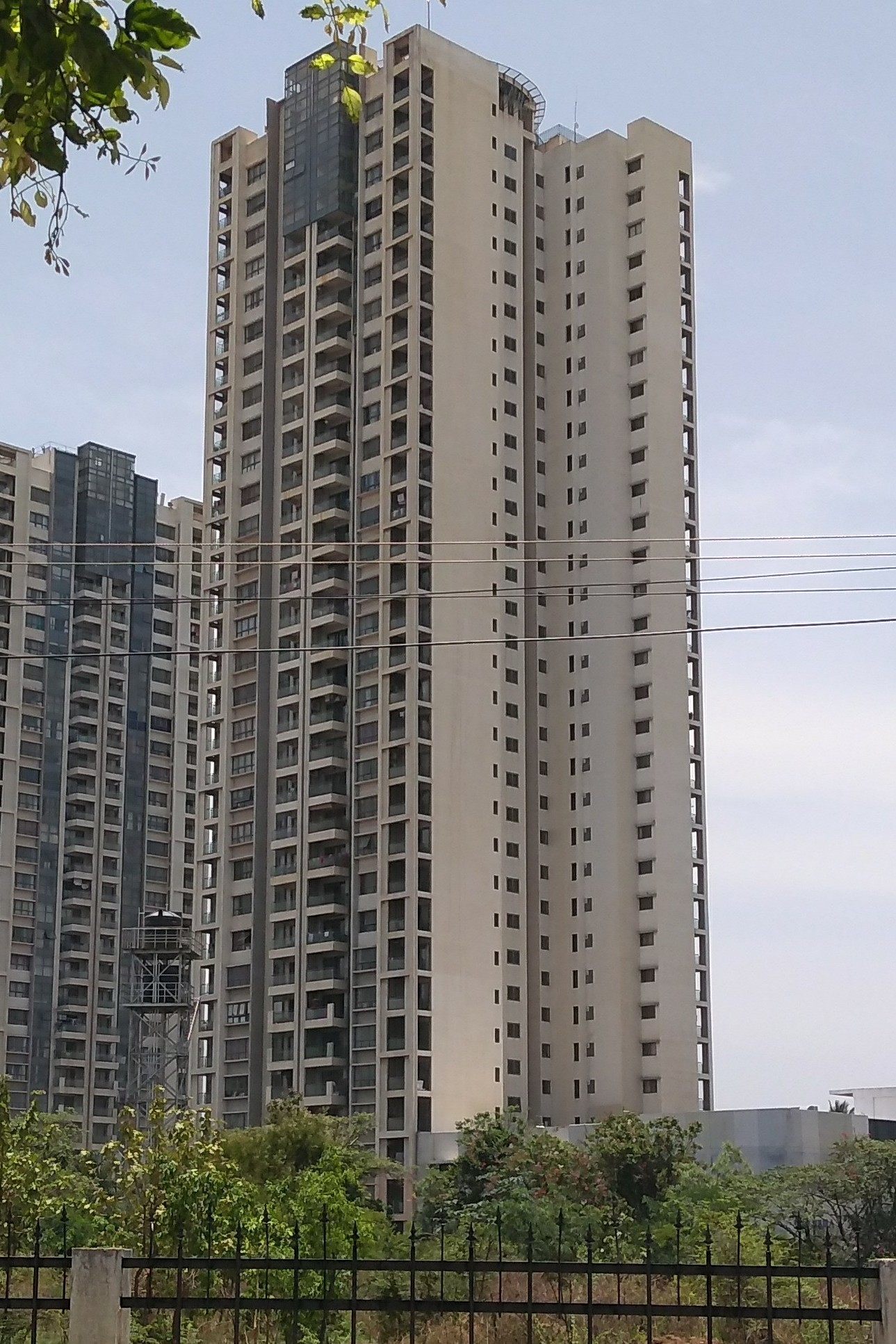
Aquila Heights

## Gratte-ciel construits
Classement actualisé en septembre 2021 des gratte-ciel d'au moins 100 mètres de hauteur selon Emporis  et Skyscraperpage 
| Rang | Nom                                                 | Hauteur | Étages | Année |
| ---- | --------------------------------------------------- | ------- | ------ | ----- |
| 1    | Mantri Pinnacle                                     | 153 m   | 46     | 2018  |
| 2    | Sobha Indraprastha                                  | 135 m   | 37     | 2018  |
| 2    | SNN Clermont 1                                      | 135 m   | 40     | 2019  |
| 2    | SNN Clermont 2                                      | 135 m   | 40     | 2019  |
| 2    | SNN Clermont 3                                      | 135 m   | 40     | 2019  |
| 2    | SNN Clermont 4                                      | 135 m   | 40     | 2019  |
| 2    | SNN Clermont 5                                      | 135 m   | 40     | 2019  |
| 8    | Pashmina Waterfront 1                               | 130 m   | 40     | 2016  |
| 9    | World Trade Center Bangalore - North Star           | 128 m   | 30     | 2010  |
| 10   | UB Tower                                            | 123 m   | 20     | 2007  |
| 11   | Prestige Kingfisher Tower                           | 122 m   | 33     | 2018  |
| 12   | Brigade Exotica 1                                   | 120 m   | 35     | 2018  |
| 12   | Brigade Exotica 1                                   | 120 m   | 35     | 2018  |
| 14   | Maya Indradhanush                                   | 119 m   | 33     | 2018  |
| 15   | Concorde Tower                                      | 115 m   | 20     | 2007  |
| 15   | Karle Zenith Tower 1                                | 115 m   | 34     | 2016  |
| 15   | Karle Zenith Tower 2                                | 115 m   | 34     | 2016  |
| 15   | Karle Zenith Tower 3                                | 115 m   | 34     | 2016  |
| 15   | Prestige Trade Tower                                | 115 m   | 27     | 2017  |
| 15   | Prestige Falcon City 1                              | 115 m   | 32     | 2019  |
| 15   | Prestige Falcon City 2                              | 115 m   | 32     | 2019  |
| 15   | Prestige Falcon City 3                              | 115 m   | 32     | 2019  |
| 15   | Prestige Falcon City 4                              | 115 m   | 32     | 2019  |
| 15   | Prestige Falcon City 5                              | 115 m   | 32     | 2019  |
| 25   | Salarpuria Sattva Gold Summit                       | 112 m   | 32     | 2014  |
| 26   | Four Seasons Private Residences Bangalore           | 108 m   | 30     | 2018  |
| 26   | Phoenix Kessaku                                     | 108 m   | 30     | 2018  |
| 26   | Apas Valmark                                        | 108 m   | 30     | 2016  |
| 26   | Prestige Lakeside Habitat Tower - Block 1 Andrina   | 108 m   | 30     | 2020  |
| 26   | Prestige Lakeside Habitat Tower - Block 5 Elinor    | 108 m   | 30     | 2020  |
| 26   | Prestige Lakeside Habitat Tower - Block 6 Figaro    | 108 m   | 30     | 2020  |
| 26   | Prestige Lakeside Habitat Tower - Block 7 Giselle   | 108 m   | 30     | 2020  |
| 26   | Prestige Lakeside Habitat Tower - Block 8 Humbert   | 108 m   | 30     | 2020  |
| 34   | Public Utility Building - Subhas Chandra Bose Tower | 106 m   | 25     | 1973  |
| 35   | Aquila Heights 1                                    | 105 m   | 32     | 2012  |
| 35   | Aquila Heights 2                                    | 105 m   | 32     | 2012  |
| 35   | Aquila Heights 3                                    | 105 m   | 32     | 2012  |
| 35   | Canberra Tower                                      | 105 m   | 18     | 2007  |
| 35   | Phoenix One Bangalore West 1                        | 105 m   | 30     | 2016  |
| 35   | Phoenix One Bangalore West 2                        | 105 m   | 30     | 2016  |
| 35   | Phoenix One Bangalore West 3                        | 105 m   | 30     | 2016  |
| 35   | Phoenix One Bangalore West 4                        | 105 m   | 30     | 2017  |
| 35   | Phoenix One Bangalore West 5                        | 105 m   | 30     | 2017  |
| 35   | Phoenix One Bangalore West 6                        | 105 m   | 30     | 2018  |
| 45   | Mantri Serenity 4                                   | 104 m   | 29     |       |
| 45   | Mantri Serenity 5                                   | 104 m   | 29     |       |
| 47   | Shapoorji Pallonji Park West Maple                  | 100 m   | 32     | 2020  |